# Condado (Santurce)
|                                                  |                                                         |
| Coordenadas                                      | 18°27′23″N 66°4′16″O / 18.45639, -66.07111              |
| Entidad • País • Territorio • Municipio • Barrio | Sub-barrio Estados Unidos Puerto Rico San Juan Santurce |
| Superficie                                       | 0,82 km² (0,32 mi²)                                     |
| Población • Densidad poblacional                 | 6.170 (2000) 7.480,7 km² (19.374,9 mi²)                 |

Condado es una comunidad frente al mar, bordeada de árboles, orientada a los peatones en San Juan, Puerto Rico. Es una zona de clase media a alta, está situado al este del centro histórico del Viejo San Juan. Es uno de los 40 «sub-barrios» de Santurce. La superficie de tierra es de 0,82 km² (824 791 m²), con una población de 6170 residentes según el censo de los Estados Unidos de 2000. La frontera oriental se caracteriza por la Avenida de Diego y de su extensión recta hacia la costa atlántica. En el sur, el distrito está delimitado por Calle Wilson, Calle Aldea, Expreso Baldorioty de Castro, Calle Piccioni y calle Delcasse, y por la Laguna del Condado (de este a oeste). El punto más occidental es el «Puente Dos Hermanos», donde termina la Avenida Ashford y comienza el San Juan Antiguo. En el norte están las playas del Océano Atlántico.
Su ubicación cerca del histórico Viejo San Juan, las playas, hoteles y otros lugares de interés tales como clubes nocturnos, casinos, tiendas y restaurantes, convierte a Condado en uno de los principales destinos turísticos de Puerto Rico.

## Historia

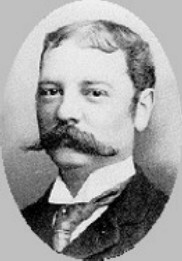
Frederick William Vanderbilt

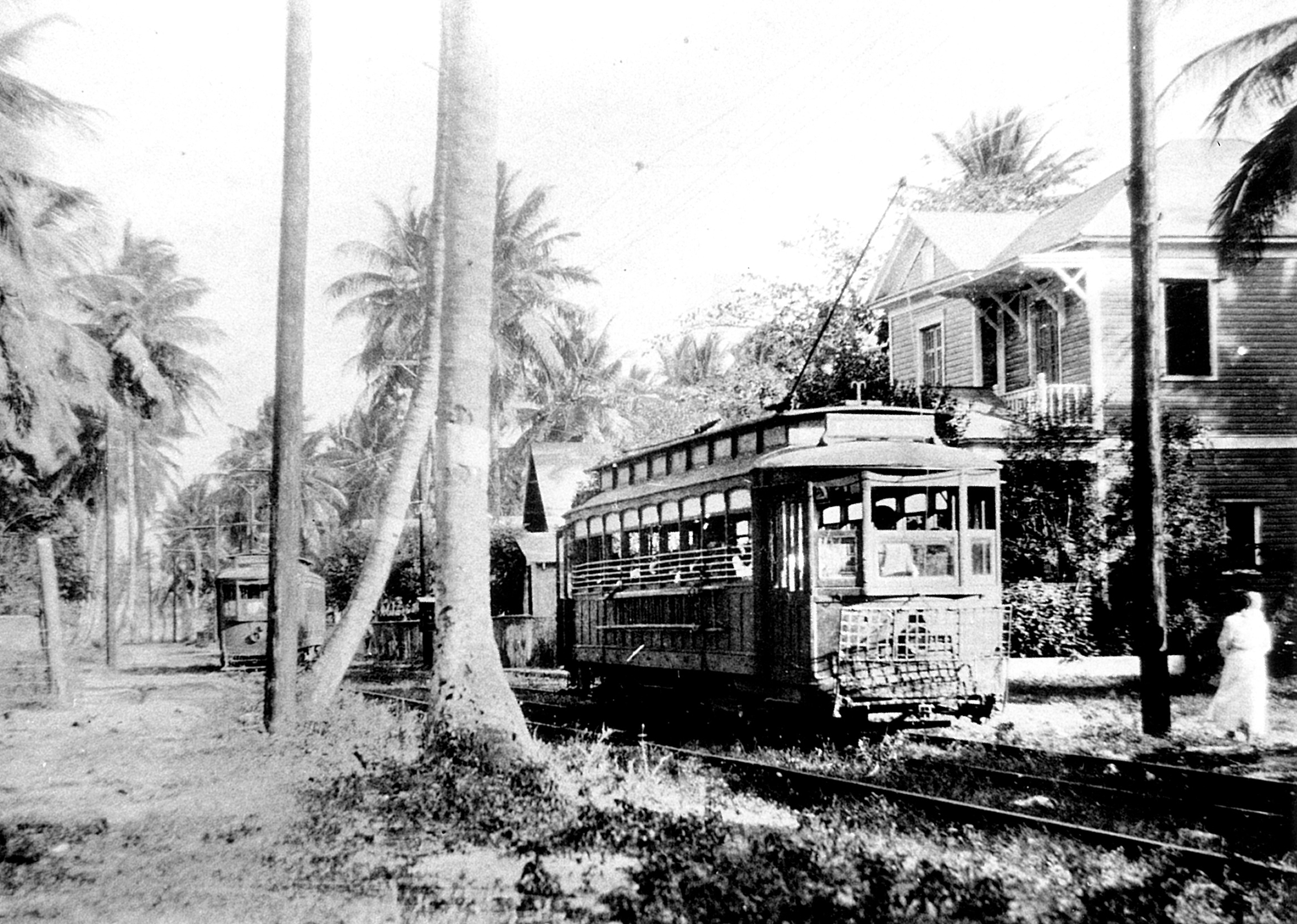
Con la llegada del Tranvía eléctrico, Condado se convierte a un típico streetcar suburb (circa 1915)

El Condado comienza su proceso de urbanización en 1908 por los hermanos Behn, dos industriales estadounidenses. Su crecimiento y desarrollo fue en su mayor parte en forma de transporte-influido por la suburbanización y desarrollado en un Plan hipodámico.
Con la construcción en 1911 de una línea de tranvías eléctricos por la Porto Rico Railway, Light & Power Co., la región se convierte a un típico streetcar suburb (→ en)  del centro urbano tradicional del Viejo San Juan.   La  nueva línea conectaba con la línea Parque y formaba un gran circuito, La vía era de tipo simple, pero tenía desvíos en cada extremo del circuito de manera que los tranvías pudieran cruzar entre ellos en ambas direcciones. (Véase también:  Tranvía de San Juan)
Condado experimentó un auge en las primeras décadas del siglo XX, en 1919, se inaugura en la avenida Las Nereidas el Condado Vanderbilt Hotel, desarrollado por Frederick William Vanderbilt, nieto del magnate Cornelius Vanderbilt,  eligió a Warren and Wetmore - una de las firmas más importantes de arquitectura de la época, que cuenta con los diseños de los hoteles Biltmore, Commodore y Ambassador de Nueva York así como el Grand Central Station. El Condado Vanderbilt fue el primer «Gran Hotel» de lujo del Caribe, lo que colocó a El Condado en el epicentro de la alta sociedad del mundo entero, lanzándose así la industria turística de la isla tal y como la conocemos actualmente.
Algunas de las más ricas familias construyeron sus casas en la zona en esta época. Los hermanos Behn, los desarrolladores del Condado y fundadores de la Compañía Telefónica de Puerto Rico, que más tarde dio lugar a ITT, construyeron su casa en la zona, así como el puente que honra su nombre, «Puente Dos Hermanos» construido entre otras cosas para la nueva línea tranviaria que unió el Condado con el Viejo San Juan. Ashford Avenue, el nombre de otro conocido residente de Condado, Dr. Bailey Ashford, pasa por la comunidad y conduce hacia el Puente Dos Hermanos.

## Condado hoy día

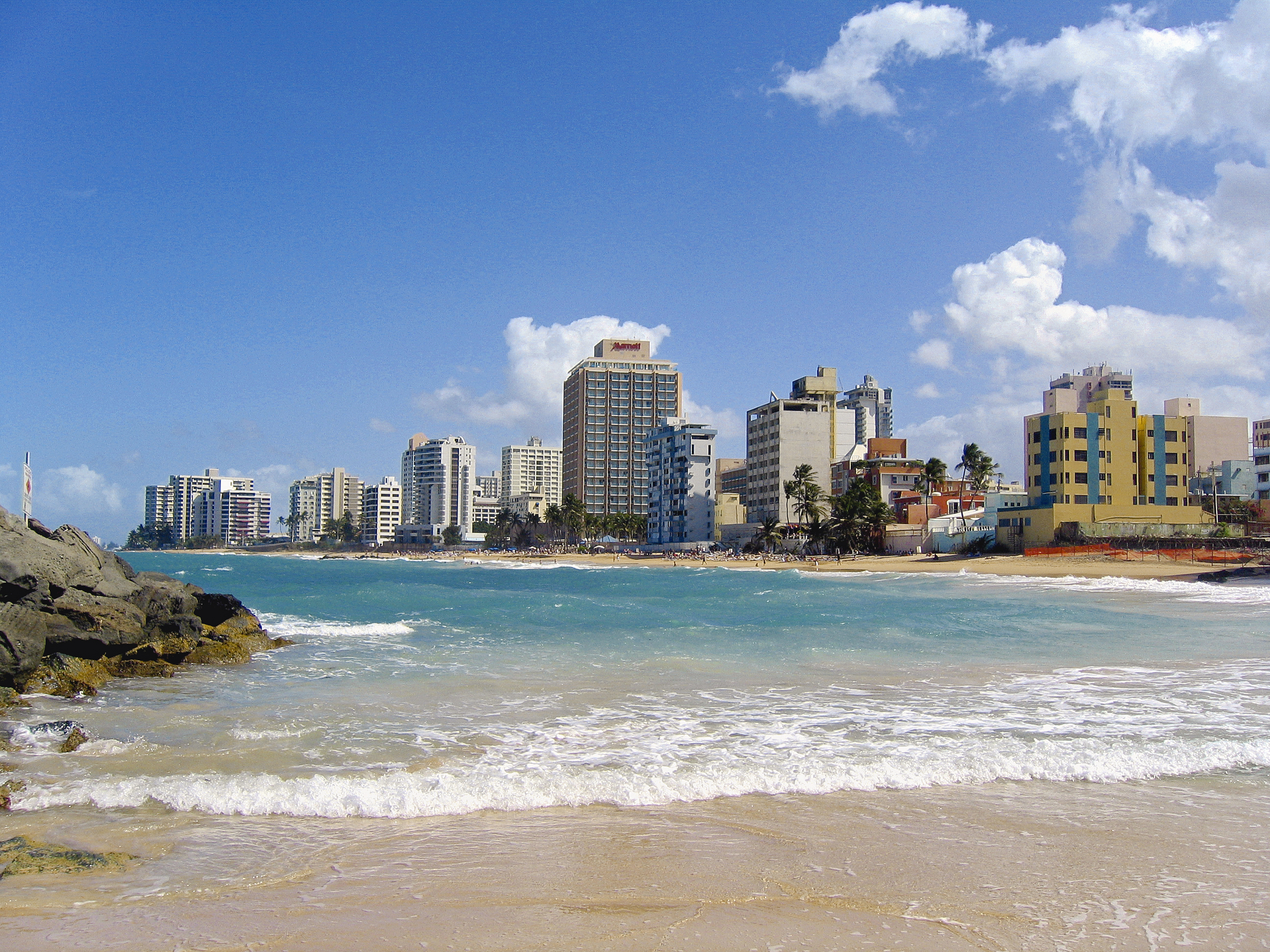
Panorámica del Condado.

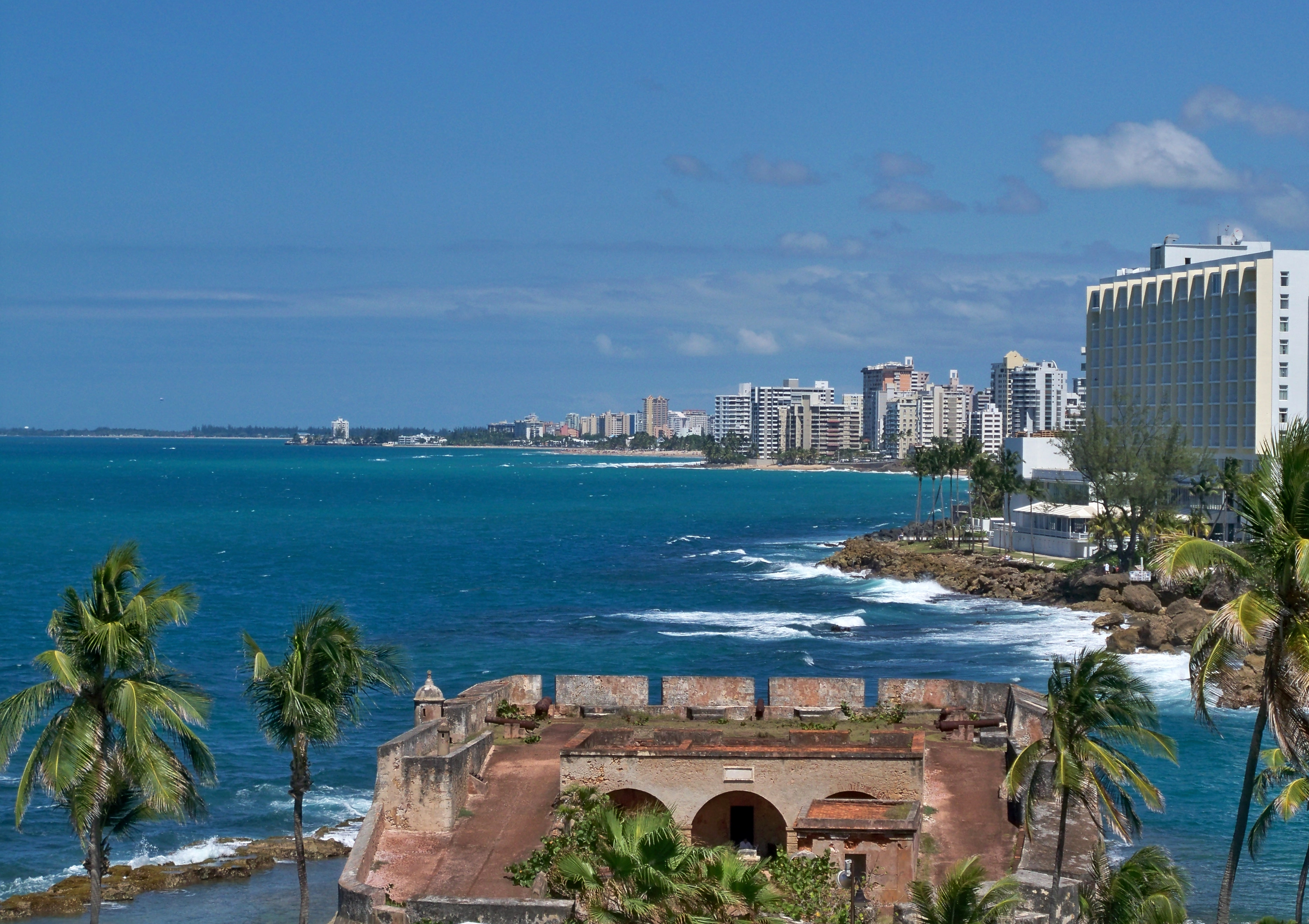
Panorámica del Condado.

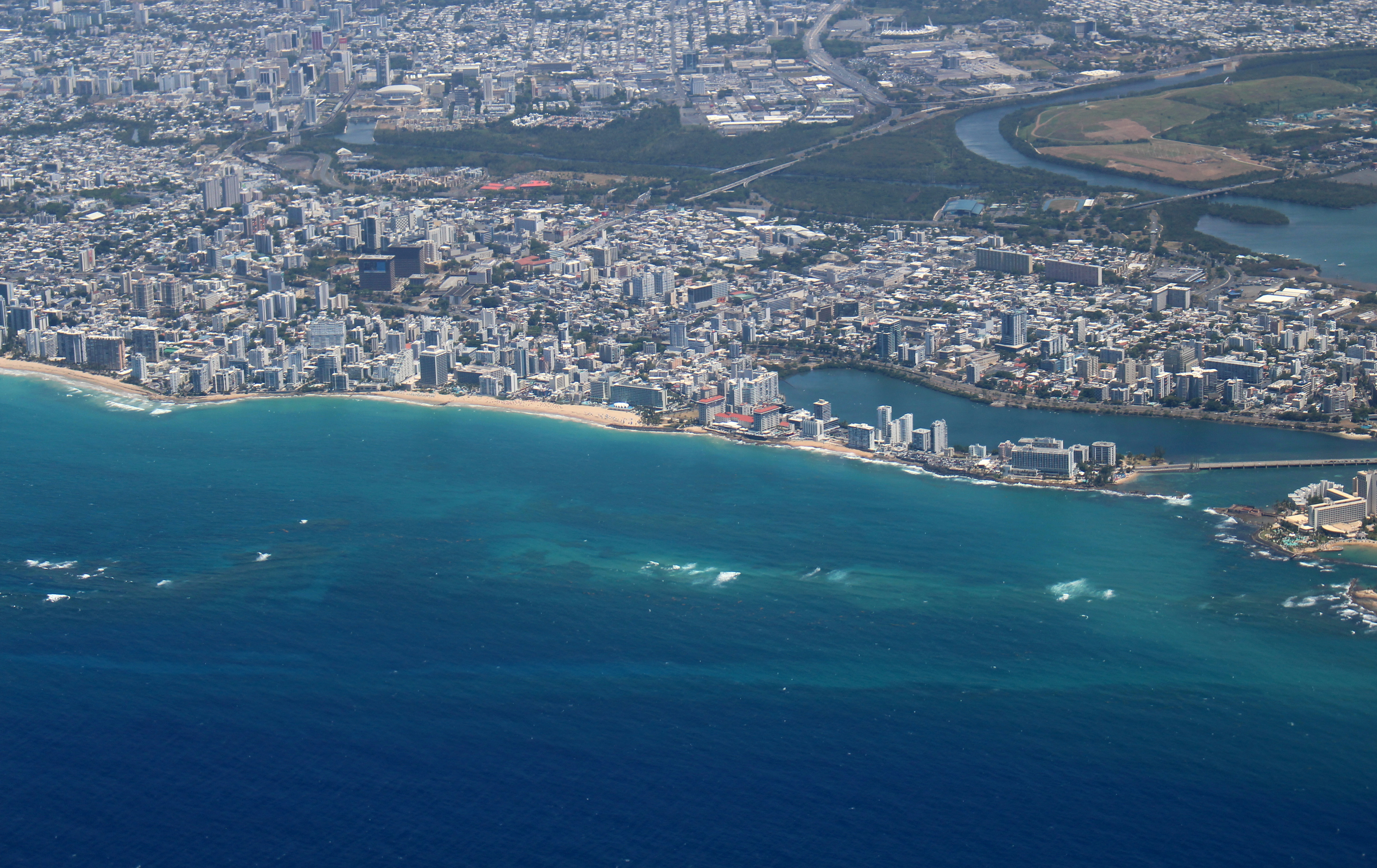
Vista aérea del Condado.

Condado luce muy diferente de lo que fue en el cambio de siglo. Algunas de las lujosas casas que aún se encuentran entre los rascacielos de condominios se han convertido en pequeñas posadas, tiendas, museos o restaurantes. La casa del Dr. Bailey Ashford ha sido remodelada y existen planes para convertirla en un museo.
Celebridades internacionales son a menudo visto en la zona, así como conocido puertorriqueños que han llamado El Condado su casa- José Miguel Agrelot, y Lourdes Chacón (hermana de la también famosa bailarina Iris Chacón) se encuentran entre ellos. Marvin Hagler fue visto de vacaciones allí en 1983 después de su lucha contra Roberto Durán. El Condado también ha sido escenario de tragedias como el show televisado de Karl Wallenda donde una se cayó caminando por una soga apretada en 1978, y el incendio del Dupont Plaza Hotel que mató a 97 personas el 31 de diciembre de 1986. Hoy en día también es común ver parejas teniendo paseos en «El Paseo de Don Juan», una calle del mar para disfrutar de la puesta del sol y niños jugando en algunos de los muchos parques en la zona.
| Año  | Habitantes | Cambio % |
| ---- | ---------- | -------- |
| 1940 | 2.470      | -        |
| 1950 | 3.336      | 35,06    |
| 1960 | 3.371      | 1,05     |
| 1970 | 4.605      | 36,61    |

| Año  | Habitantes | Cambio % |
| ---- | ---------- | -------- |
| 1980 | 5.575      | 21,06    |
| 1990 | 5.582      | 0,13     |
| 2000 | 6.170      | 10,53    |
| 2010 | 4.908      | -20,45   |